# 全缘蝇子草
全缘蝇子草（学名：Silene holopetala）是石竹科蝇子草属的植物。分布在哈萨克斯坦以及中国大陆的新疆等地，生长于海拔400米的地区，常生长在石质山坡。